# Mentore (nome)
Mentore  è un nome proprio di persona italiano maschile.

## Varianti
- Maschili
  - Alterati: Mentorino[2][3]
- Femminili: Mentora[2]
  - Alterati: Mentorina[2][3]

### Varianti in altre lingue
- Albanese: Mentor
- Bulgaro: Ментор (Mentor)
- Catalano: Mèntor
- Francese: Mentor
- Greco antico: Μεντωρ (Mentor)[3]
- Greco moderno: Μέντωρ (Mentōr)
- Latino: Mentor[1][3]
- Polacco: Mentor
- Russo: Ментор (Mentor)
- Serbo: Ментор (Mentor)
- Spagnolo: Méntor
- Ucraino: Ментор (Mentor)

## Origine e diffusione

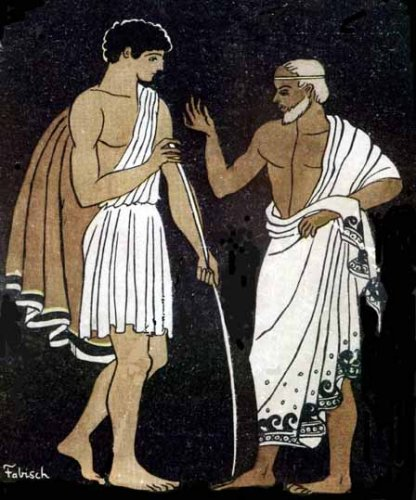
Telemaco e Mentore in un'illustrazione per Les Aventures de Télémaque di Fénelon

Nome di stampo classico-letterario, è una ripresa rinascimentale e poi moderna del nome di Mentore, l'uomo a cui Ulisse affida l'educazione di suo figlio Telemaco prima di partire per la guerra di Troia. Etimologicamente, esso deriva dal greco Μεντωρ (Mentor) e viene generalmente ricondotto al termine μενος (menos, "mente", "intelligenza" e anche "forza", "coraggio", quindi "intelligente"), ma alcune fonti ipotizzano anche una connessione a μέλλειν (mellein, "stare a cuore", "avere premura di qualcosa", quindi "che ha cura", "premuroso"). Il significato italiano attuale del termine "mentore" (come "istruttore", "maestro", "consigliere saggio") è dovuto a Fénelon, che citò il personaggio greco nella sua opera Les Aventures de Télémaque.
Il nome gode di scarsissima diffusione in Italia, ed è attestato principalmente in Emilia-Romagna e Lombardia e disperso per il resto nel Nord.

## Onomastico
Il nome è adespota, cioè non è portato da alcun santo. L'onomastico quindi si può festeggiare il 1º novembre, per Ognissanti.

## Persone
- Mentore di Rodi, mercenario greco antico
- Mentore Maggini, astrofisico italiano
- Mentore Maltoni, scultore italiano

### Variante Mentor
- Mentor Mazrekaj, calciatore kosovaro